# کیک شربتی
کیک باقلوا یا کیک شربتی، کیک شربتی بیشتر به نام کیک شربتی شیرازی و کیک شربتی قزوینی مشهور است. کیک باقلوا یا شربتی بافتی منسجم تر نسبت به کیک‌های معمولی دارد و رویش شربت می‌دهند و همین شربت این کیک را خوشمزه تر می‌کند. به دو شکل ساده و مغزدار تهیه می‌شود. کیک شربتی با ماست تهیه می‌شود. تهیه کیک شربتی با ماست باعث می‌شود که خمیر کیک غلظت بیشتری داشته باشد و نتیجه نهایی کیک منسجم تری خواهد شد.